# Wolfgang Hartl
Wolfgang Hartl (Linz, 2 de febrero de 1941) es un deportista austríaco que compitió en piragüismo en la modalidad de aguas tranquilas. Su hijo Raphael compitió en remo.
Ganó una medalla de bronce en el Campeonato Mundial de Piragüismo de 1983 en la prueba de K2 1000 m. Participó en dos Juegos Olímpicos de Verano en los años 1980 y 1984, su mejor actuación fue un noveno puesto logrado en Los Ángeles 1984 en la prueba de K2 500 m.

## Palmarés internacional
| Campeonato Mundial | Campeonato Mundial  | Campeonato Mundial | Campeonato Mundial |
| Año                | Lugar               | Medalla            | Evento             |
| ------------------ | ------------------- | ------------------ | ------------------ |
| 1983               | Tampere (Finlandia) | Medalla de bronce  | K2 1000 m          |